# Condado de Houghton (Michigan)
O Condado de Houghton é um dos 88 condados do estado americano de Michigan. A sede do condado é Houghton, e sua maior cidade é Houghton.
O condado possui uma área de 3 889 km² (dos quais 1 269 km² estão cobertos por água), uma população de 36 016 habitantes, e uma densidade populacional de 14 hab/km² (segundo o censo nacional de 2000). O condado foi fundado em 1855.